# Лібертаріанство
Лібертаріа́нство (фр. libertaire; англ. libertarianism; від лат. libertas — «свобода») — термін, який використовується спектром політичних філософій, що просувають ідею індивідуальної свободи та мінімізації розміру державного апарату.
Економічна доктрина лібертаріанства пов'язується з ідеями Австрійської економічної школи.

## Сутність
Термін «лібертаріанство» охоплює широкий спектр політичних, економічних, соціальних ідей: від консерватизму, що підтримує численні самообмеження поряд із заходами державного примусу, до лібертинізму, що відкидає будь-які моральні обмеження.
Частина лібертаріанців розглядають такі форми державного втручання, як оподаткування та втручання держави в економіку, як приклад крадіжки та грабунку, й тому виступають за їх скасування. Захист громадян від насильства, на їхню думку, повинен здійснюватися приватними охоронними агенціями, а допомога незаможним повинна здійснюватися на засадах добродійності.
Інша частина лібертаріанців (мінархісти) вважає за потрібне або необхідне існування податків, що їх стягує держава, єдиним завданням якої є захист життя, здоров'я та приватної власності громадян.
Як правило, більшість лібертаріанців виступають за право людини робити з собою та своєю власністю що завгодно, допоки це не заважає здійсненню аналогічного права іншими.
«За лібертаріанським світоглядом, всі людські відносини мають базуватися на добровільних засадах; законом мають бути обмежені тільки такі дії, що силою примушують інших проти їхньої волі — вбивство, пограбування, зґвалтування, викрадання за викуп та шахрайство.» — Чарлз Мюррей, автор «Що значить бути лібертаріанцем» (англ. «What it Means to Be a Libertarian»).
В сучасному розумінні, лібертаріанці виступають за зменшення податків, дерегуляцію та приватизацію.

## Історія
З кінця XIX століття в Європі термін «лібертаріанство» використовується як синонім слова анархізм. У деяких трактуваннях, особливо в США, лібертаріанство є синонімом класичного капіталізму чи мінархізму. Залежно від контексту, в країнах, де лібералізм означає підтримку політики розширення влади держави (наприклад, в США), лібертаріанство може означати або класичний лібералізм, або радикальнішу версію класичного лібералізму.

## Принципи

Діаграма Нолана, що показує позицію лібертаріанства серед лівих та правих, а також його протилежність тоталітаризму.

Термін лібертаріанський є антонімом терміна авторитарний.
Для лібертаріанців властиві вороже ставлення до «роздутої» держави та соціальних гарантій за чужий кошт. Вони вважають, що державні органи повинні також функціонувати за законами ринку, й тому з часом може бути приватизовано структури поліції, оборони і правосуддя. Сучасним прикладом лібертаріанства є рух Рух Чаювання, який виник у США в 2009 році. Представники цього руху виступають за обмеження державного боргу, надмірних соціальних витрат, для забезпечення яких можуть спотворюватися трактування конституційних норм, фіксацію конституційних норм, спрощення податкової системи, скасування законів, які суперечать гарантованим у конституції свободам особистості.
Історично лібертаріанці відстоюють принцип «необмеженої свободи»[джерело?], за яку кожна людина жила б так, як сама хоче (за винятком зазіхання на свободу іншої людини). Основним правом, з якого виводяться всі інші права та свободи для лібертаріанців є право власності.
Одначе треба відзначити, що абсолютизуючи свободу вибору, лібертаріанці нехтують обставинами — за їхнім підходом, якщо людина, щоб не померти з голоду, сама згодна працювати майже задарма в тяжких умовах, — це нормально. У таких умовах лібертаріанські ідеї не є популярними, наприклад, у Африці немає жодної політичної сили, яка представляє лібертаріанські ідеї.
Однією з головних аксіом лібертаріанського світосприйняття є максима «якщо за це ніхто не хоче платити, значить це нікому не треба»[джерело?].

## Об'єктивізм
Об'єктивізм — течія лібертаріанства, філософія створена письменницею Айн Ренд, яка у свій час забракувала лібертаріанство через відсутність філософської і моральної основи. Вона розглядала об'єктивізм як інтегровану філософську систему, тоді як лібертаріанство — це політична філософія яка обмежує свою увагу поза питаннями державної політики.
Головні принципи об'єктивізму:
1. Реальність існує незалежно від людської свідомості, людські бажання не впливають на реальність.
2. Люди мають прямий контакт з реальністю через свої сенсорні відчуття
3. Людина може досягти знань за допомогою свого розуму.
4. Найвища моральна ціль людини — досягання свого власного щастя (або розумного егоїзму). Це не означає мати право на використання інших заради себе, а реалізація свого потенціалу своїм власним раціональним існуванням і гармонічне існування з іншими людьми, поважаючи їхнє право на життя і щастя.
5. Соціальна система, яка відповідає такій моралі та людським правам може бути лише при вільному капіталізмі.

## Політичні погляди сучасних лібертаріанців
- Лібертаріанці вважають, що люди мають тільки право на свободу від посягань на свою особистість або власність, а закони мають лише забезпечувати таку свободу, а також виконання вільно укладених договорів.
- Лібертаріанці вважають, що оподаткування є аморальним, по суті нічим не відрізняється від грабунку (Taxation is Theft) й тому оподаткування слід замінити добровільними методами фінансування послуг, які надаються державою населенню. Такі послуги можуть надаватися приватним бізнесом, благодійними та іншими організаціями.
- Лібертаріанці виступають проти будь-яких державних дотацій, наприклад, сільськогосподарським виробникам.
- Лібертаріанці виступають проти мита та інших видів зовнішньоторгівельних бар'єрів.
- Лібертаріанці виступають проти державного контролю за безпекою і ефективністю лікарських засобів, проти усіх або більшості правил містобудівного зонування.
- Лібертаріанці виступають проти законодавчого встановлення ставки мінімальної оплати праці.
- Лібертаріанці є переконаними противниками загального військового обов'язку. Вони виступають проти втручання у справи інших країн й визнають лише захист від агресії.
- Лібертаріанці заперечують будь-який державних контроль над засобами масової інформації.
- Частина лібертаріанців виступає проти обмежень на імміграцію.
- Частина лібертаріанців виступає проти законів про обов'язкову шкільну освіту.
- Лібертаріанці виступають проти заборон на володіння зброєю.
- Одна з легковпізнаваних вимог лібертаріанців — вимога повної легалізації усіх або більшості наркотиків (див. Злочин без потерпілого).
- Частина правих лібертаріанців підтримують ідею «добровільного» (контрактного) рабства, що зазнає критики представниками громадських рухів ліволіберального (соціально-анархічного) спрямування.

Публіцист Том Хартманн зауважує що за даними дослідження, проведеного Pew Research, лише 11 % людей, які заявляють про те, що вони розділяють лібертаріанські погляди, розуміють сутність лібертаріанства, зокрема те, що воно пропагує збільшення особистої свободи і зниження контролю держави. Так, 41 % таких людей вважає, що держава має регулювати бізнес, 38 % підтримують соціальну допомогу малозабезпеченим, 42 % вважають, що поліція має право зупиняти «підозрілих людей».

## Лібертаріанство і Австрійська економічна школа
Австрійська економічна школа, обґрунтовуючи ідеї неефективності та руйнівних наслідків втручання держави в економіку, є економічною доктриною (концепцією) лібертаріанства. При цьому, Австрійська школа, не маючи нормативної складової, тобто не даючи рецептів «як має бути», не може ототожнюватися з лібертаріанством. Лібертаріанство є політико-правовою доктриною, яка, використовуючи концепції Австрійської школи, дає рецепти реформування суспільства, тобто описує ситуацію «як має бути». Тому не слід ототожнювати Австрійську школу (інструмент пізнання причинно-наслідкових зв'язків в економіці, позитивні концепції) з лібертаріанством (політико-правова доктрина, нормативні концепції).

## Лібертаріанський прапор (гадсденівський прапор)

Гадсденівський прапор.

історичний прапор США і міжнародний символ лібертаріанства, що представляє собою жовте полотно з нанесеним зображенням гримучої змії, згорнутої в клубок і готової завдати удару.
Під зображенням змії є напис «Не наступай на мене» (англ. Dont tread on me). Прапор був створений Крістофером Гадсденом і пізніше був названий на його честь.

## Періодичні видання лібертаріанського спрямування

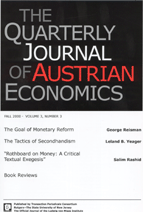

- Austrian Economics Newsletter [Архівовано 31 грудня 2019 у Wayback Machine.] (AEN) (виходив з 1977 д 2003, новнии АЕШ, видавався студентами).
- Cato Journal [Архівовано 8 грудня 2019 у Wayback Machine.]
- Freeman [Архівовано 19 грудня 2019 у Wayback Machine.]
- Journal of Libertarian Studies (JLS) [Архівовано 1 серпня 2019 у Wayback Machine.] (1977—2008)
- Libertarian Forum [Архівовано 8 травня 2012 у Wayback Machine.] (1969—1984)
- New Perspectives on Political Economy (NPPE) [Архівовано 8 грудня 2019 у Wayback Machine.]
- Quarterly Journal of Austrian Economics [Архівовано 20 листопада 2019 у Wayback Machine.]
- Review of Austrian Economics [Архівовано 8 травня 2018 у Wayback Machine.] ISSN: 0889-3047 [Архівовано 8 грудня 2019 у Wayback Machine.] (Print) 1573-7128 (Online)

## Лібертаріанські проєкти в Україні
- Українські Студенти за Свободу [Архівовано 11 серпня 2020 у Wayback Machine.] (Найбільша студентська лібертаріанська організація України)
- Libertarian / Лібертарій (сторінка в Facebook)
- Український лібертарій [Архівовано 18 січня 2022 у Wayback Machine.] (телеграм канал)
- Liberty Education Project [Архівовано 6 серпня 2019 у Wayback Machine.]
- Австрійська економічна школа українською [Архівовано 25 жовтня 2019 у Wayback Machine.]
- Інститут вільної економіки
- Лібертаріанець [Архівовано 10 грудня 2019 у Wayback Machine.]
- Лібертаріанська партія України
- Мінархізм.com.ua [Архівовано 10 листопада 2019 у Wayback Machine.]
- Міжнародний Інститут Свободи (ILI)
- Лібертаріанська партія «5.10»